# 佐賀大和インターチェンジ
佐賀大和インターチェンジ（さがやまとインターチェンジ）は、佐賀県佐賀市（旧佐賀郡大和町）にある長崎自動車道のインターチェンジである。

## 概要
佐賀市唯一の高速道路のインターチェンジで、佐賀市の中心街や佐賀空港など佐賀市全域の最寄りインターチェンジである。
佐賀市域内にあるが、開設当初の所在地は大和町で、2005年に大和町が佐賀市と合併したことにより佐賀市内に含まれるようになったあとも名称は開設当初の「佐賀大和」のままとなっている。全体が旧大和町に属し旧佐賀市にはかかっておらず、合併前の佐賀市と大和町との境界からも至近距離ではなくやや離れている。佐賀を冠するのは、佐賀市の最寄ICであることと、東北自動車道に大和インターチェンジがあるため（東海北陸自動車道のぎふ大和インターチェンジも同様）。
西日本高速道路九州支社佐賀高速道路事務所、佐賀県警察高速交通警察隊の本部が併設されている。

## 道路
- E34 長崎自動車道（3番）

## 接続する道路
- 国道263号

## 料金所
ブース数：6

### 入口
- ブース数：2
  - ETC専用：1
  - 一般：1

### 出口
- ブース数：4
  - ETC専用：1
  - 一般：3

## 周辺
佐賀市中心部
- 佐賀県庁
- 佐賀城
- 佐嘉神社
- 佐賀県立森林公園
- どんどんどんの森

佐賀市大和地区（旧・大和町地域）
- 佐賀市大和支所
- ウェルネス大和
- イオンモール佐賀大和
- 道の駅大和
- 川上峡
- 川上峡温泉
- 肥前国庁跡
- 與止日女神社
- 佐賀県立高志館高等学校
- 佐賀県立大和特別支援学校（旧・佐賀県立大和養護学校）
- 佐賀県立金立特別支援学校（旧・佐賀県立金立養護学校）
- 社会福祉法人佐賀整肢学園 こども発達医療センター
- 佐賀市立川上小学校
- 佐賀市立春日小学校
- 佐賀市立春日北小学校
- 佐賀市立金立小学校
- 佐賀市立大和中学校
- 佐賀市立金泉中学校
- 弘学館中学校・高等学校

佐賀市南部（旧・川副町・諸富町方面）
- 佐賀空港
- 筑後川昇開橋

佐賀市北部（旧・富士町・三瀬村方面）
- 嘉瀬川ダム
- 北山ダム
- 古湯温泉
- 熊の川温泉
- 三瀬ルベール牧場 どんぐり村

そのほかの佐賀市内の名所・景勝地・公園・公共施設などは佐賀市の項目を参考のこと。

## 隣
E34 長崎自動車道
(4) 多久IC - (3-1) 小城PA/SIC/BS - (3) 佐賀大和IC - (SA) 金立SA/BS - (BS) 神埼BS - (2) 東脊振IC